# Naoki Nakamura
Pour les articles homonymes, voir Nakamura.
Naoki Nakamura (中村 直幹, Nakamura Naoki) né le 19 septembre 1996 à Sapporo, est un sauteur à ski japonais. Sa sœur Anju Nakamura est une  coureuse du combiné nordique.

## Palmarès

### Coupe du monde
- Meilleur classement général : 31e en 2022.
- 1 podium individuel : 1 troisième place.
- 1 podium par équipes : 1 troisième place.
- 1 podium en Super Team : 1 troisième place.

#### Classements généraux annuels
| Année     | Rang |
| 2015-2016 | 67e  |
| 2017-2018 | 69e  |
| 2018-2019 | 39e  |
| 2019-2020 | 43e  |
| 2020-2021 | 34e  |
| 2021-2022 | 31e  |
| 2022-2023 | 24e  |